# Múscul flexor curt del polze
El múscul flexor curt del polze o flexor curt del dit polze (musculus flexor pollicis brevis) és un múscul de la mà que flexiona el polze. És un dels tres músculs de l'eminència tenar. Flexiona el polze cap a l'articulació metacarpofalàngica.

## Estructura i insercions
Està constituït per una part superficial i una part profunda:
- La part superficial del múscul té l'origen en la vora distal del retinacle flexor i el tubercle del trapezi, al canell. Passa pel costat radial del tendó del flexor llarg del polze i, després de convertir-se en tendinós, s'insereix en el costat radial de la base de la falange proximal del polze. El seu tendó d'inserció és un os sesamoide.
- La part més profunda (i medial) del múscul és molt petita, i sorgeix del costat cubital del primer os metacarpià, entre la part obliqua de l'adductor del polze i el lateral del cap del primer múscul interossi dorsal. S'insereix en la cara cubital de la base de la primera falange amb l'adductor del polze.

La part profunda i medial del flexor curt del polze de vegades és descrita com el primer múscul interossi palmar. Quan s'inclou aquest múscul, el nombre total d'interossis palmars és de quatre.

## Innervació i irrigació
El flexor curt del polze està innervat principalment per la branca recurrent del nervi medià (C8-T1). La part profunda és sovint innervada per la branca profunda del nervi cubital.
Rep el subministrament sanguini mitjançant les branques palmar superficial de l'artèria radial.

## Imatges

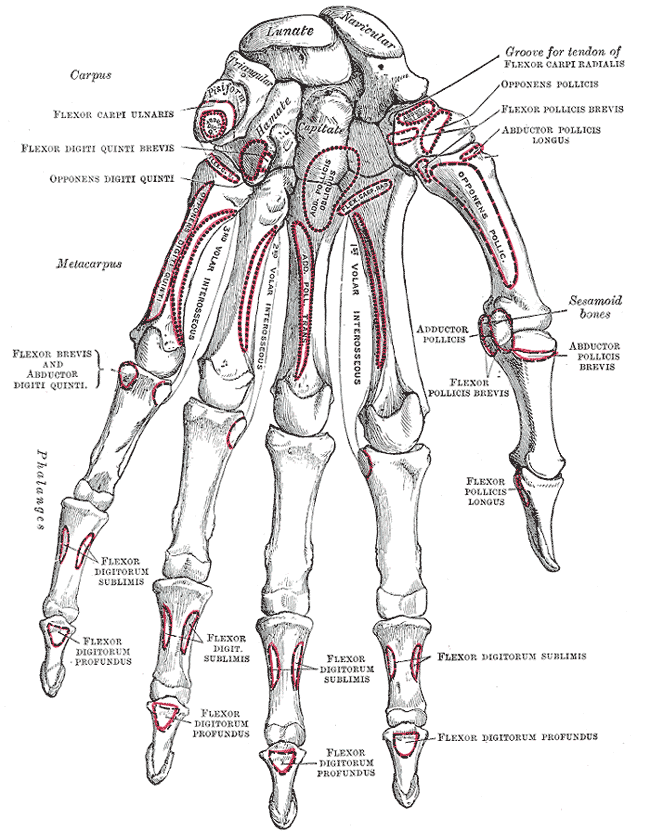
Ossos de la mà esquerra. Superfície palmar.
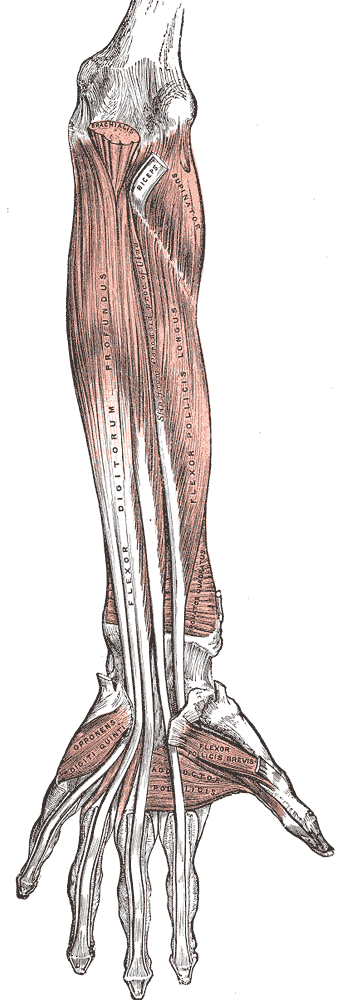
Part anterior de l'avantbraç esquerre. Músculs profunds.
Secció transversal a nivell del canell i els dits.
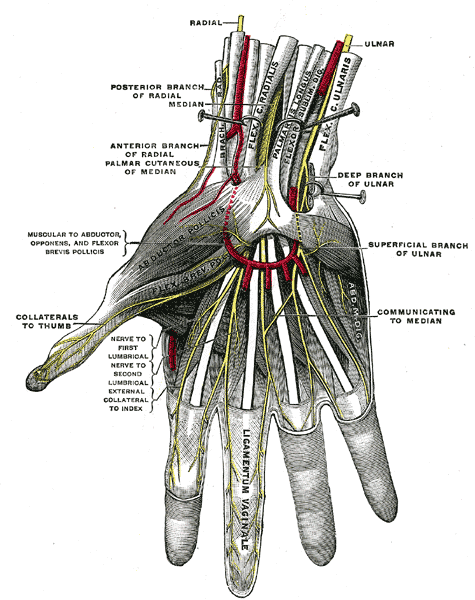
Nervis palmars superficials.
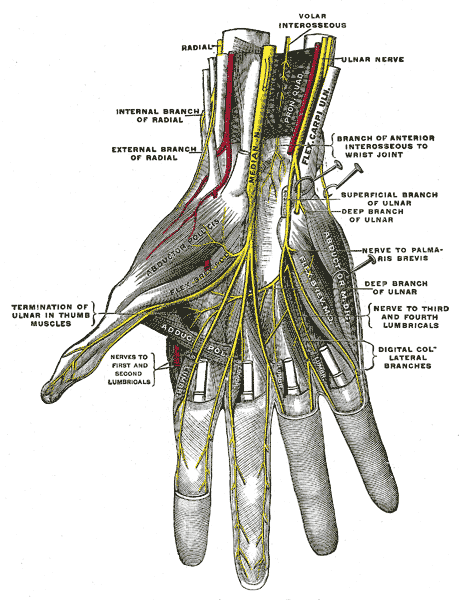
Nervis palmars profunds.

- Disseccions on es pot observar el múscul flexor curt del polze.

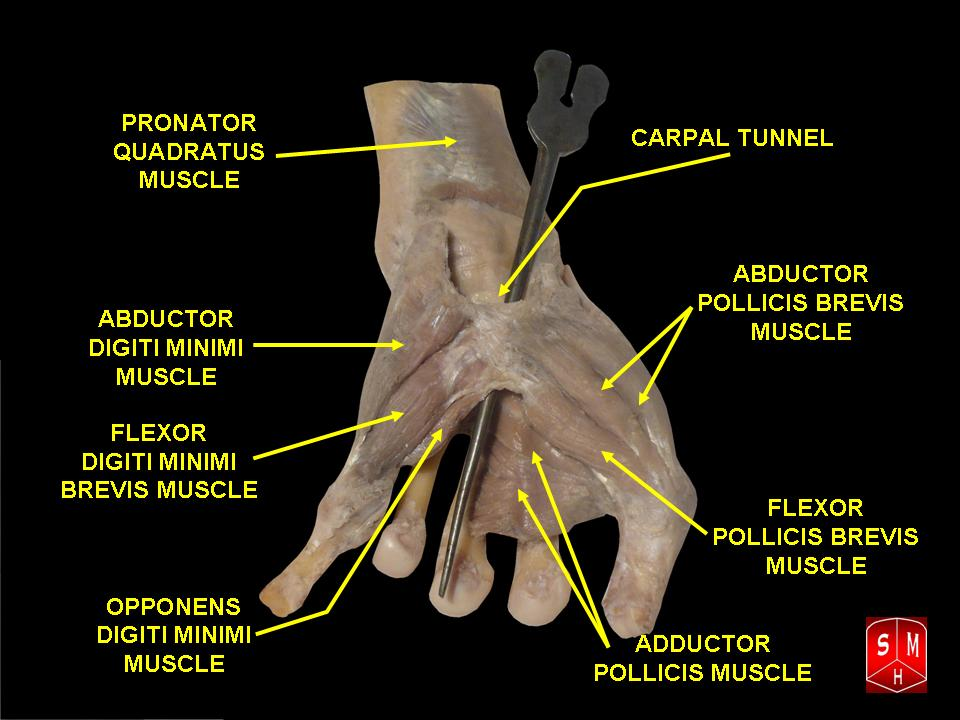
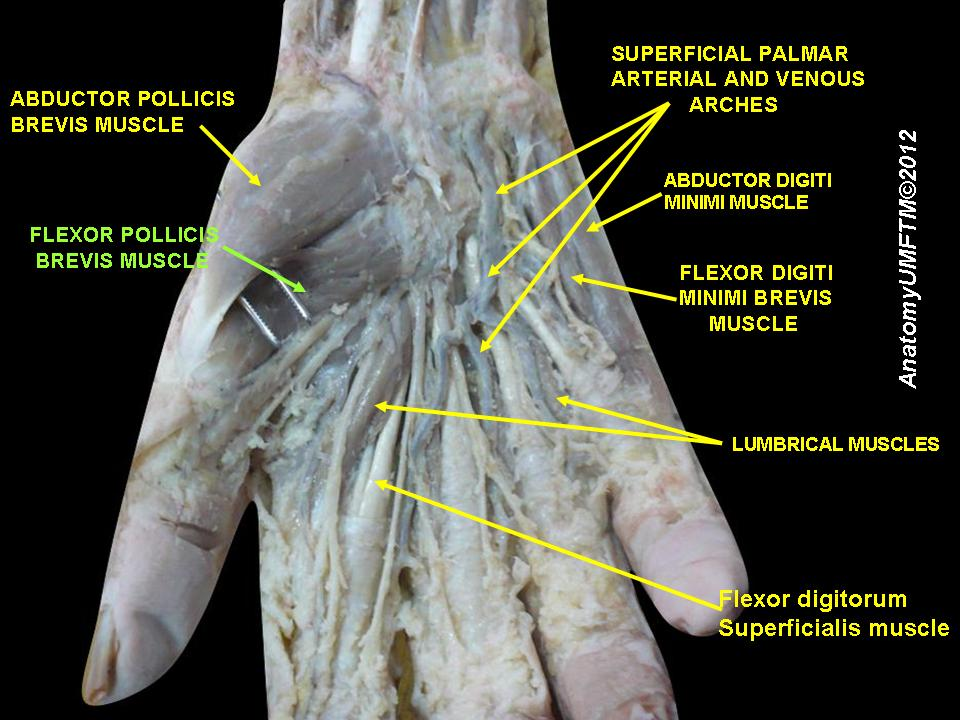
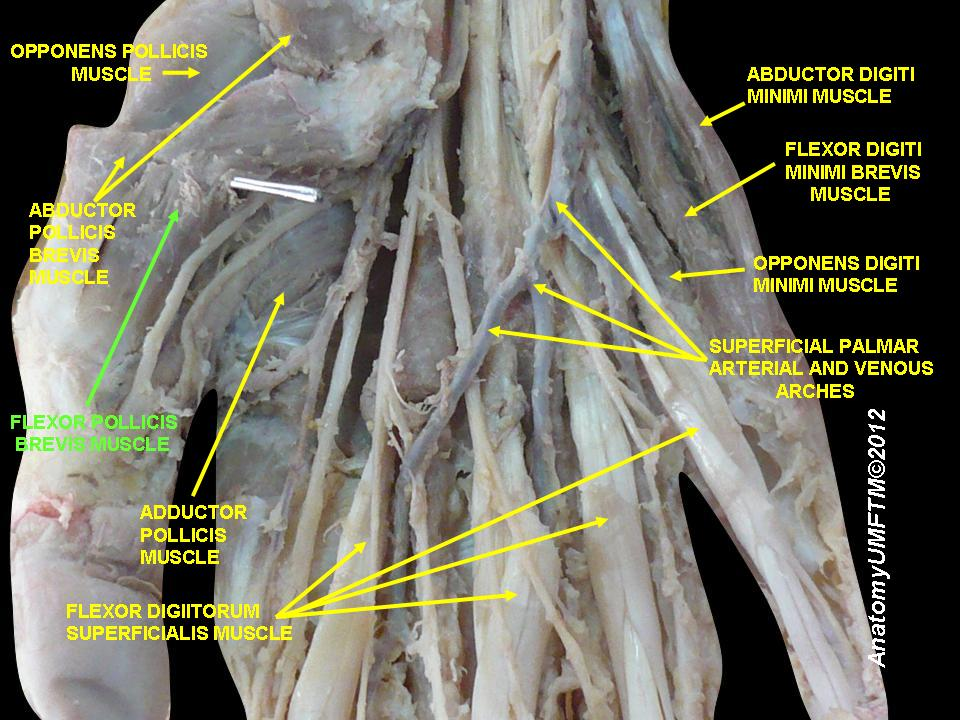
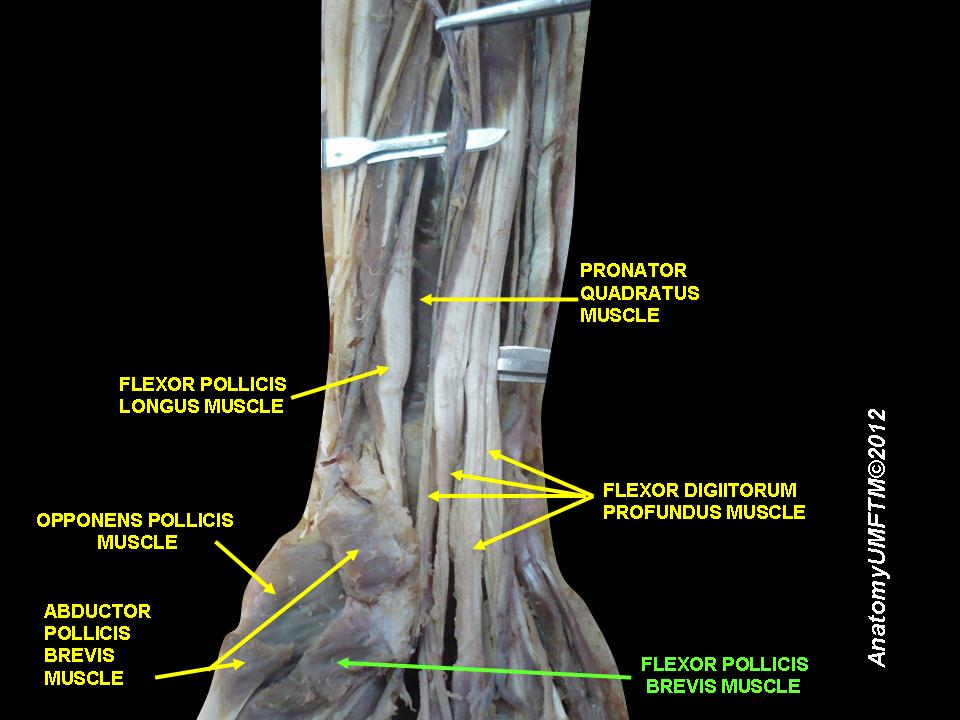
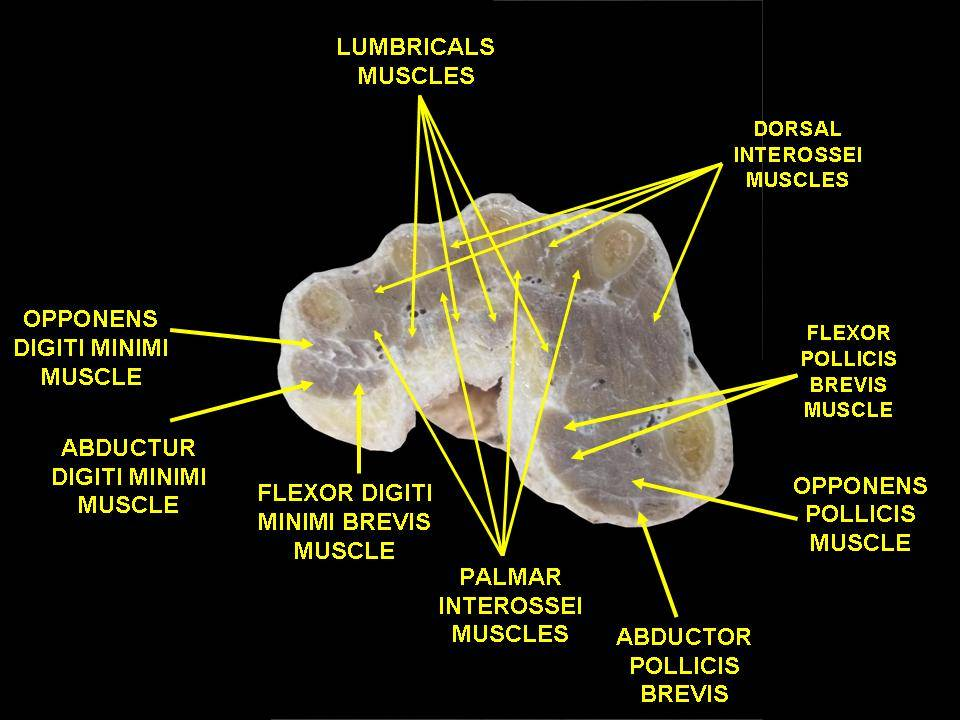